# 회덕 이씨
회덕 이씨(懷德李氏)는 대전광역시 대덕구 회덕동을 본관으로 하는 한국의 성씨이다. 시조는 이몽(李蒙)은 조선 인조의 후손이며, 공을 세워 회덕군(懷德君)에 봉해졌다.

## 참고 자료
- “회덕이씨(懷德李氏)”. 뿌리를 찾아서.[깨진 링크(과거 내용 찾기)]